# Uley
Uley est une paroisse civile et un village du Gloucestershire, en Angleterre.